# Super Shy
"Super Shy"는 대한민국의 걸 그룹 뉴진스의 두 번째 EP인 Get Up (2023)의 세 곡의 싱글 중 첫 번째 곡으로 수록된 노래이다. 하이브의 레이블 ADOR는 2023년 7월 7일 프롤로그 곡 "New Jeans"와 함께 이 곡을 다운로드 및 스트리밍용으로 발매했다. 이후 "Super Shy"는 2023년 8월 15일 인터스코프 레코드를 통해 미국 컨템포러리 히트 라디오로 발매되었다. 이 곡은 리퀴드 드럼 앤 베이스, 버블검, 저지 클럽이 혼합된 곡으로, 스타카토 킥 드럼 패턴이 특징이다. Gigi, 김동현, 에리카 드 카시에르, 크리스틴 보건, 프랭키 스코카, 그리고 뉴진스 멤버 다니엘이 작사한 이 곡은 짝사랑하는 사람에게 자신의 감정을 표현하는 수줍은 사람에 대한 내용이다.
음악 평론가들은 "Super Shy"의 혁신적이고 매혹적인 프로덕션을 칭찬했다. NME, 가디언, 피치포크, 롤링 스톤을 포함한 많은 매체들이 이 곡을 2023년 연말 목록에 선정했다. 이 싱글은 뉴진스의 써클 디지털 차트에서 세 번째 1위 히트곡이 되었다. 또한 싱가포르 차트와 빌보드의 히츠 오브 더 월드 홍콩, 말레이시아, 대만 차트에서도 1위를 차지했다. 이외에도 이 곡은 빌보드 글로벌 200에서 2위, 영국과 미국 빌보드 핫 100을 포함한 여러 국가의 차트에서 뉴진스의 최고 차트 진입곡이 되었다.
신희원이 감독한 뮤직 비디오는 포르투갈 리스본에서 플래시 몹을 하는 뉴진스를 담고 있다. 평론가들은 Y2K 향수와 현대적인 트렌드를 섞은 생동감 있는 비주얼을 주목했다. Black.Q와 김은주가 안무를 맡은 이 곡은 멤버들이 왁킹과 따라하기 쉬운 동작들을 선보이며, 뉴진스는 젊은 의상을 입고 있다. 싱글 홍보를 위해 이 그룹은 다양한 대한민국 음악 프로그램에 출연했으며, 인기가요에서 트리플 크라운을 포함하여 6개의 음악 프로그램 1위 트로피를 받았다.

## 배경 및 구성
2023년 1월 첫 싱글 앨범인 OMG를 발매한 후, 민희진 ADOR 대표이사 겸 크리에이티브 디렉터는 같은 달 씨네21과의 인터뷰에서 뉴진스가 새 앨범을 준비 중이라고 밝혔다. 4월에 민희진은 빌보드와의 인터뷰에서 그 달 초에 그룹이 녹음을 마쳤다고 말했다. 한국 언론 매체들은 이 앨범이 2023년 7월에 발매될 것이며, 7월 7일에 선공개곡이 발매될 예정이라고 보도했다. ADOR는 6월에 뉴진스가 2023년 7월 21일 6곡이 수록된 두 번째 EP Get Up을 발매할 것이라고 발표했다. 이 앨범에는 트리플 타이틀곡 "Super Shy", "ETA", "Cool with You"가 포함되어 있다. 프롤로그 곡 "New Jeans"도 포함된다. 롤링 스톤과의 인터뷰에서 멤버 하니는 다가오는 트랙들을 "신선하다"고 표현하며, 이 EP가 "음악 장르와 댄스 스타일뿐만 아니라 우리가 표현하고 보여주고자 하는 것에도 훨씬 더 다양한 것을 제공한다"고 말했다.
"Super Shy"는 에리카 드 카시에르, 크리스틴 보건, 프랭키 스코카가 작곡했으며, 프랭키 스코카는 프로듀서도 맡았다. 이 곡은 리퀴드 드럼 앤 베이스와 버블검 저지 클럽 곡으로, 스타카토 킥 드럼 패턴이 특징이다. 가디언의 벤 뷰몬트-토마스는 이 곡의 프로덕션이 "리퀴드 드럼앤베이스, UK 개러지 및 저지 클럽의 중간 어딘가에 있다"고 말했으며, 피치포크의 올리비아 혼은 드럼이 "딸꾹질하는 심장 박동"을 연상시킨다고 썼다. 이 곡의 가사는 드 카시에르와 보건이 Gigi, 김동현, 그리고 뉴진스 멤버 다니엘과 함께 작사했다. 이 곡의 가사는 짝사랑하는 사람에게 자신의 감정을 표현하는 수줍은 사람을 묘사한다.

## 발매 및 공연
발매 이틀 전, ADOR는 유튜브 쇼츠에 이 곡의 인스트루멘탈 버전을 배경으로 뉴진스의 공식 응원봉, 해시태그 "#ImSuperShy", 그리고 발매일을 보여주는 영상 티저를 게시했다. 함께 배포된 보도자료에서 그들은 "Super Shy"를 여름을 위한 완벽한 곡으로 소개했다. 이 곡은 ADOR에 의해 2023년 7월 7일 디지털 다운로드 및 스트리밍으로 발매되었다. 뉴진스는 유튜브 쇼츠와 협력하여 "#ImSuperShy" 해시태그로 댄스 챌린지를 발매하며 이 곡을 홍보했다. 이 캠페인의 디자인으로 유튜브는 2024년 클리오 뮤직 어워드에서 은상을 수상했다. "Super Shy"는 2023년 8월 15일 뉴진스의 현지 유통사 인터스코프에 의해 미국 팝 라디오 포맷으로 발매되었다. 뉴진스는 20명의 백업 댄서들과 함께 "Super Shy"를 공연한다. 그들은 2023년 7월 14일 한국의 뮤직뱅크 쇼에서 "New Jeans"와 함께 이 공연을 처음 선보였다. 그들은 또한 2023년 7월 16일 인기가요에서 두 곡을 모두 공연했다. 뉴진스는 EP 발매일인 2023년 7월 23일 뮤직뱅크에 출연하여 Get Up의 세 싱글을 모두 공연했다.

## 평가
| 전문가 평가         | 전문가 평가 |
| 평가 점수           | 평가 점수   |
| 출처                | 점수        |
| ------------------- | ----------- |
| IZM                 | [ 23 ]      |
| The Singles Jukebox | 7.6/10      |

"Super Shy"는 음악 평론가들로부터 극찬을 받았다. IZM의 김호현은 이 곡의 미니멀한 사운드와 기술적인 기량을 보여주는 역동적인 요소들을 강조했다. 보컬이 전체적인 사운드와 어우러져 신비로운 가사를 지지하는 방식을 언급하며, 그는 이 트랙이 강한 멜로디가 부족하여 즉시 청취자를 사로잡지 못할 수도 있다고 언급했다. "Super Shy"는 빌보드와 NME에 의해 2023년 최고의 K-팝 노래로 선정되었으며, 다른 여러 평론가 목록에서 상위 10위권에 들었다. Times of India는 "이 곡이 2023년 K-팝의 혁신적인 정신을 담아내며 음악계에 지울 수 없는 흔적을 남겼다"고 평했다.
| 출판물           | 목록                                | 순위      | Ref.   |
| ---------------- | ----------------------------------- | --------- | ------ |
| Beats Per Minute | 2023년 상위 50곡                    | 27        | [ 26 ] |
| Billboard        | 2023년 최고의 노래 100곡            | 38        | [ 27 ] |
| Billboard        | 2023년 최고의 K-Pop 노래 25곡       | 1         | [ 28 ] |
| British GQ       | 2023년 최고의 노래                  | 해당 없음 | [ 29 ] |
| Crack            | 올해의 상위 25곡                    | 17        | [ 30 ] |
| Consequence      | 2023년 최고의 노래 200곡            | 60        | [ 31 ] |
| Dazed            | 2023년 최고의 K-팝 트랙 50곡        | 47        | [ 32 ] |
| Exclaim!         | 2023년 최고의 노래 25곡             | 21        | [ 33 ] |
| The Fader        | 2023년 최고의 노래 100곡            | 1         | [ 34 ] |
| Grammy           | 2023년을 휩쓴 K-Pop 노래 15곡       | 해당 없음 | [ 35 ] |
| The Guardian     | 2023년 최고의 노래 20곡             | 3         | [ 12 ] |
| I-D              | 2023년 최고의 노래 100곡            | 2         | [ 36 ] |
| NME              | 2023년 최고의 K-Pop 노래 25곡       | 1         | [ 37 ] |
| NME              | 2023년 최고의 노래 50곡             | 2         | [ 38 ] |
| NPR              | 2023년 최고의 노래                  | 해당 없음 | [ 39 ] |
| Pitchfork        | 2023년 최고의 노래 100곡            | 7         | [ 13 ] |
| Pitchfork        | 2020년대 현재까지 최고의 노래 100곡 | 13        | [ 40 ] |
| The Quietus      | 2023년 상위 75곡                    | 36        | [ 41 ] |
| Rolling Stone    | 2023년 최고의 노래 100곡            | 6         | [ 42 ] |
| Stereogum        | 2023년 가장 좋아하는 노래 50곡      | 3         | [ 43 ] |
| Vulture          | 2023년 최고의 노래 10곡             | 10        | [ 44 ] |

### 상업적 성과
"Super Shy"는 2023년 7월 2~8일자 대한민국 써클 디지털 차트에 27위로 진입했다. 다음 주에는 1위로 상승했다. 이 곡은 싱가포르 톱 스트리밍 차트, 말레이시아 국제 차트, 그리고 빌보드 히츠 오브 더 월드 홍콩 및 대만 차트에서 1위로 데뷔했으며, 뉴진스에게 홍콩에서 첫 1위를 안겨주었다. 또한 이 곡은 뉴진스의 영국 최고 기록곡이 되었으며, 2023년 7월 14~20일자 UK 싱글 차트에 59위로 진입했다. 미국에서는 2023년 7월 22일자 빌보드 핫 100 차트에 66위로 진입했으며, 공식 미국 스트리밍 920만 건, 다운로드 2,000건을 기록하여 미국에서 가장 높은 차트 순위를 기록한 곡이 되었다. 일주일 후, 이 곡은 64위로 정점을 찍었다. 이 곡은 2023년 7월 22일자 차트에서 빌보드 글로벌 200과 빌보드 글로벌 (미국 제외) 모두에서 2위로 데뷔했으며, 전 세계적으로 6천 3백만 스트리밍과 6천 다운로드를 기록했다. 이는 "Ditto"의 주간 최고 스트리밍 기록인 4천 6백 5십만 건을 넘어선 뉴진스 노래의 주간 최다 스트리밍 기록이며, 빌보드 글로벌 200에서 뉴진스의 최고 성적을 기록한 노래가 되었다.

## 뮤직 비디오

뮤직 비디오의 한 장면은 포르투갈 리스본 거리에서 플래시 몹과 함께 노래의 안무를 선보이는 멤버들을 보여준다.

민희진이 제작한 "Super Shy" 뮤직 비디오는 하이브의 유튜브 채널에서 곡과 함께 공개되었다. 이 뮤직 비디오는 이전에 뉴진스의 노래 "Attention"과 "Hurt"의 뮤직 비디오를 감독했던 신희원이 감독했다. 뮤지컬 스타일의 이 비디오는 다니엘이 포르투갈 리스본 거리에서 빨간 자전거를 타고 공원에서 다른 멤버들을 만나러 가는 장면으로 시작한다. 이후 그들은 운동 그룹이 "Attention"에 맞춰 춤을 추는 것을 발견하고 곧 그들과 합류하여 "Super Shy"를 공연하며 광장, 공원, 거리, 시장 등에서 플래시 몹을 유도한다. Black.Q와 김은주가 창작한 안무는 왁킹을 기반으로 하며 의도적으로 간단한 동작들을 포함한다. 비디오에서 뉴진스는 밝은 금발과 앞머리 같은 헤어스타일을 하고 치어리딩 유니폼과 테니스 스커트를 입는 등 젊은 스타일로 옷을 입고 있다. The Fader의 데이비드 렌쇼는 비디오 전반에 걸쳐 영화 제작자 웨스 앤더슨의 시각적 스타일의 영향을 주목했다.

### 평가
피치포크의 재든 핀더는 이 뮤직 비디오를 올해 최고의 뮤직 비디오 안무로 꼽으며, 높은 에너지의 K-팝 장면 속에서 수줍음과 인상적인 동기화로 차별화된다고 말했다. 보그 싱가포르의 아즈린 탄은 뉴진스의 시그니처 미학인 Y2K 향수와 현대적인 트렌드를 섞은 비디오의 이미지를 강조했다. 탄은 다니엘의 코티지코어 룩, 하니의 금발 머리, 혜인의 "트렌디한" 스컹크 스트라이프, 해린의 "순수한" 플로럴 악센트, 민지의 톤 온 톤 스타일을 언급했다. 작가는 각 멤버의 스타일이 역동적인 안무와 에너지와 함께 비디오의 시각적 매력에 기여했다고 평했다. 마찬가지로, W Magazine의 노경은은 뉴진스가 Migo의 일러스트가 특징인 의상을 어떻게 입었는지 강조하며, 그들의 소녀스러운 매력을 강조하고 스포티하면서도 개성적인 트위스트로 통일된 치어리더 미학을 만들어냈다고 말했다.

## 수상
"Super Shy"는 인기가요에서 트리플 크라운(3회 우승)을 포함하여 6개의 음악 프로그램 1위 트로피를 받았다.
| 시상식                     | 연도 | 부문                    | 결과 | Ref.   |
| -------------------------- | ---- | ----------------------- | ---- | ------ |
| 아시안 팝 뮤직 어워드      | 2023 | 올해의 노래 (해외)      | 후보 | [ 65 ] |
| 아시안 팝 뮤직 어워드      | 2023 | 올해의 상위 20곡 (해외) | 수상 | [ 65 ] |
| 아이하트라디오 뮤직 어워드 | 2024 | 올해의 K-팝 노래        | 후보 | [ 66 ] |

| 프로그램     | 날짜            | Ref.   |
| ------------ | --------------- | ------ |
| 엠카운트다운 | 2023년 7월 13일 | [ 67 ] |
| 쇼! 음악중심 | 2023년 7월 22일 | [ 68 ] |
| SBS 인기가요 | 2023년 7월 23일 | [ 69 ] |
| SBS 인기가요 | 2023년 8월 20일 | [ 70 ] |
| SBS 인기가요 | 2023년 8월 27일 | [ 71 ] |
| 쇼 챔피언    | 2023년 8월 16일 | [ 72 ] |

## 곡 목록
- 디지털 다운로드 및 스트리밍[9]

1. "New Jeans" – 1:48
2. "Super Shy" – 2:34

## 크레딧 및 참여 인원
EP의 가사집에서 인용된 크레딧.
녹음 장소
- 하이브 스튜디오에서 녹음, 엔지니어링 및 편집
- 브렉스 팜하우스 스튜디오에서 믹싱
- 패서디나 (캘리포니아주) 베커 마스터링에서 마스터링

크레딧 및 참여 인원
- 프랭키 스코카  – 작곡, 연주, 프로그래밍
- 에리카 드 카시에르  – 작곡, 작사
- 크리스틴 보건  – 작곡, 작사
- Gigi – 작사
- 김동현 – 작사
- 다니엘  – 작사
- 민희진  – 보컬 디렉팅
- 장정우  – 보컬 디렉팅
- NewJeans  –  백 보컬
- 에밀리 김  – 백 보컬
- 이평욱  – 엔지니어링
- 왕박영  – 엔지니어링
- 차예지  – 보컬 편집
- 네이선 바디  – 믹싱
- 데일 베커  – 마스터링

## 차트
| 차트 (2023–2024)                       | 최고 순위 |
| -------------------------------------- | --------- |
| 오스트레일리아 (ARIA)                  | 14        |
| 26                                     |           |
| 2                                      |           |
| 홍콩 (Billboard)                       | 1         |
| 인도네시아 (Billboard)                 | 3         |
| 아일랜드 (IRMA)                        | 77        |
| 10                                     |           |
| 일본 통합 싱글 (Oricon)                | 5         |
| 리투아니아 (AGATA)                     | 98        |
| 말레이시아 (Billboard)                 | 1         |
| 말레이시아 국제 (RIM)                  | 1         |
| 네덜란드 (글로벌 탑 40)                | 16        |
| 네덜란드 (싱글 팁)                     | 24        |
| 뉴질랜드 (Recorded Music NZ)           | 16        |
| 필리핀 (Billboard)                     | 5         |
| 127                                    |           |
| 싱가포르 (RIAS)                        | 1         |
| 대한민국 (써클)                        | 1         |
| 대만 (Billboard)                       | 1         |
| 52                                     |           |
| 14                                     |           |
| 48                                     |           |
| 37                                     |           |
| 미국 월드 디지털 송 세일즈 (Billboard) | 2         |
| 베트남 (Vietnam Hot 100)               | 2         |

| 차트 (2023)     | 순위 |
| --------------- | ---- |
| 대한민국 (써클) | 1    |

| 차트 (2023)                        | 순위 |
| ---------------------------------- | ---- |
| 글로벌 200 (빌보드)                | 117  |
| 일본 스트리밍 송 (Billboard Japan) | 100  |
| 대한민국 (써클)                    | 12   |

| 차트 (2024)     | 순위 |
| --------------- | ---- |
| 대한민국 (써클) | 37   |

## 인증
| 국가                                                             | 인증     | 판매량/출하량 |
| ---------------------------------------------------------------- | -------- | ------------- |
| 뉴질랜드 (RMNZ)                                                  | 골드     | 15,000        |
| 스트리밍                                                         |          |               |
| 일본 (RIAJ)                                                      | 플래티넘 | 100,000,000   |
| 대한민국 (KMCA)                                                  | 플래티넘 | 100,000,000   |
| 판매량+스트리밍을 기반으로 한 인증 · 스트리밍을 기반으로 한 인증 |          |               |

## 발매 역사
| 지역      | 날짜            | 형식                     | 레이블     | Ref.   |
| --------- | --------------- | ------------------------ | ---------- | ------ |
| 여러 지역 | 2023년 7월 7일  | 디지털 다운로드 스트리밍 | ADOR       | [ 9 ]  |
| 미국      | 2023년 8월 15일 | 컨템포러리 히트 라디오   | Interscope | [ 19 ] |